# Lynn Lowry

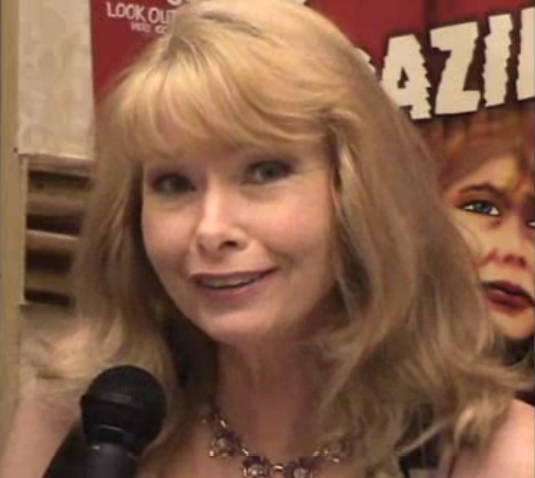
Lynn Lowry (2009)

Linda Kay Lowry (* 15. Oktober 1947 in East St. Louis, Illinois) ist eine US-amerikanische Schauspielerin, Drehbuchautorin, Filmproduzentin und Musikerin.

## Leben
Lowry wurde in East St. Louis geboren und wuchs die ersten elf Jahre im benachbarten Cahokia, Illinois auf.

### Schauspielkarriere
Nachdem sie im Alter von zwölf Jahren nach Burbank gezogen war, begann sie anschließend an der Burbank High School ihre Schauspielkarriere in den Theaterstücken Du lebst noch 105 Minuten, Portrait of a Madonna und dem Musical The Music Man. Nachdem ihr Vater beruflich nach Decatur, Georgia, versetzt wurde, begann sie mit kleinen Schultheaterrollen an der Southwest Dekalb High School. In dieser Zeit schauspielerte sie und begann daneben als Dramaturgin und Produzentin für unzählige Theaterstücke zu agieren. Nach dem Abschluss mit dem Georgia Governor’s Honors Program gewann sie ein Stipendium in Wort und Schauspiel an der University of Georgia.

#### Film
Lowry hatte 1970 ihre erste Filmrolle im Alter von 23 Jahren in David E. Durstons Satanisten-Horrorfilm I Drink Your Blood. Nach zwei kleinen Rollen in der Lloyd-Kaufman-Komödie The Battle of Love’s Return und dem Horrordrama Sugar Cookies folgte 1973 unter der Regie von George A. Romero ihre erste Hauptrolle in George A. Romero’s The Crazies. Nachdem sie in der Rolle der Kathy in The Crazies überzeugt hatte, wurde sie ein Jahr später von David Cronenberg für seinen Thriller Parasiten-Mörder gecastet. Im Jahr 2010 kehrte Lowry mit einem Cameo-Auftritt im Remake von The Crazies – Fürchte deinen Nächsten in ihrer Rolle als Motorradfahrerin zurück. 2012 verkörperte sie die Serienmörderin Ginny Reilly in Debbie Rochons Regiedebüt Model Hunger.

#### Fernsehen
Im Jahre 1974 gab sie ihr Fernsehschauspieldebüt mit der in 16 Folgen gedrehten NBC-Seifenoper How to Survive a Marriage und der Soap Another World. Nach diversen Filmrollen kehrte sie erst 1984 für die Hauptrolle im CBS-Filmdrama Eine Frau kann nicht vergessen zurück.  1985 bis 1989 hatte sie eine kurze wiederkehrende Rolle als Krankenschwester Tina in der Fernsehserie Unter der Sonne Kaliforniens.  1991 drehte sie mit dem Fernsehdrama Die Rache ihren bislang letzten Fernsehfilm.

### Musikkarriere
In den 1980er Jahren zog sie nach Los Angeles und startete ihre Musikkarriere. Sie sang hier in einer Jazz-Band und spielte mit dieser Filmmusik.

### Modelkarriere
Als ihre Schauspielkarriere nach einem Beziehungsende stockte, begann sie in New York Mitte der 70er Jahre mit dem Modeln. In dieser Zeit hatte ihre Agentur Wilhelmina Agency ein Fotoshooting mit dem Playboy unter der Kamera-Leitung von J. Fred Smith organisiert.

### Privates
Neben ihrer Karriere in der Medienbranche leitet sie seit 2000 in Los Angeles eine Physiotherapie- und Massagepraxis. In dieser arbeitet sie auch gelegentlich als Physiotherapeutin und Masseurin.